# Mariahilf-St. Nikolaus
Mariahilf-St. Nikolaus (bis ins 18. Jahrhundert: Anbruggen) ist ein Stadtteil von Innsbruck. Es handelt sich dabei um den links des Inn gelegenen ältesten Teil von Innsbruck.

## Lage und statistische Daten
Mariahilf-St. Nikolaus ist einer der 20 statistischen Stadtteile von Innsbruck. Es erstreckt sich auf einem schmalen Streifen am linken Innufer beiderseits der Innbrücke von der Einmündung des Höttinger Bachs bis zu der des Tuffbachs. Im Osten trennt der Inn den Stadtteil von der Innenstadt und vom Saggen, im Norden und Westen grenzt er an Hötting, im Südwesten an die Höttinger Au.
Der statistische Stadtteil ist deckungsgleich mit dem statistischen Bezirk (Zählbezirk) Linkes Innufer und hat eine Fläche von 36,8 ha, 3577 Einwohner und 387 Gebäude (Stand April 2014).
8,6 % der Bevölkerung sind jünger als 15 Jahre, 16,7 % älter als 65. Der Ausländeranteil beträgt 29,1 % (Stand 2013).

## Geschichte

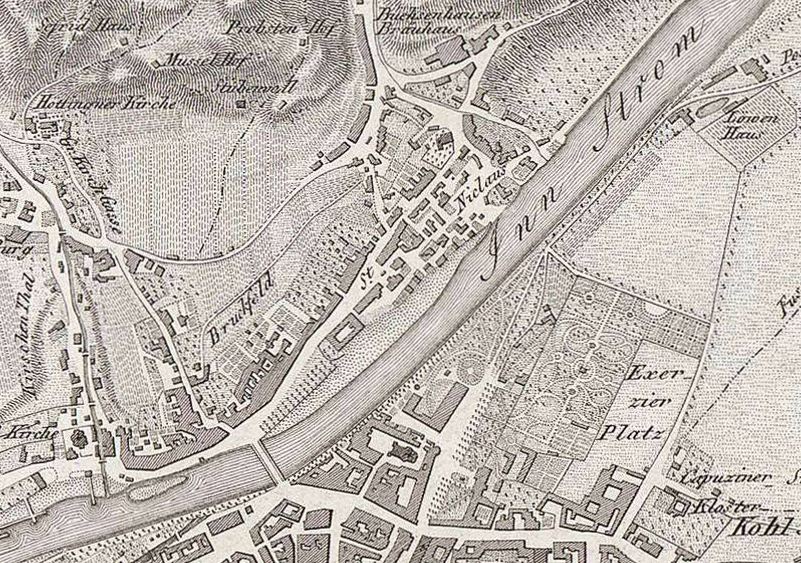
Mariahilf und St. Nikolaus im Plan der k.k. Provinzialhauptstadt Innsbruck (um 1840)

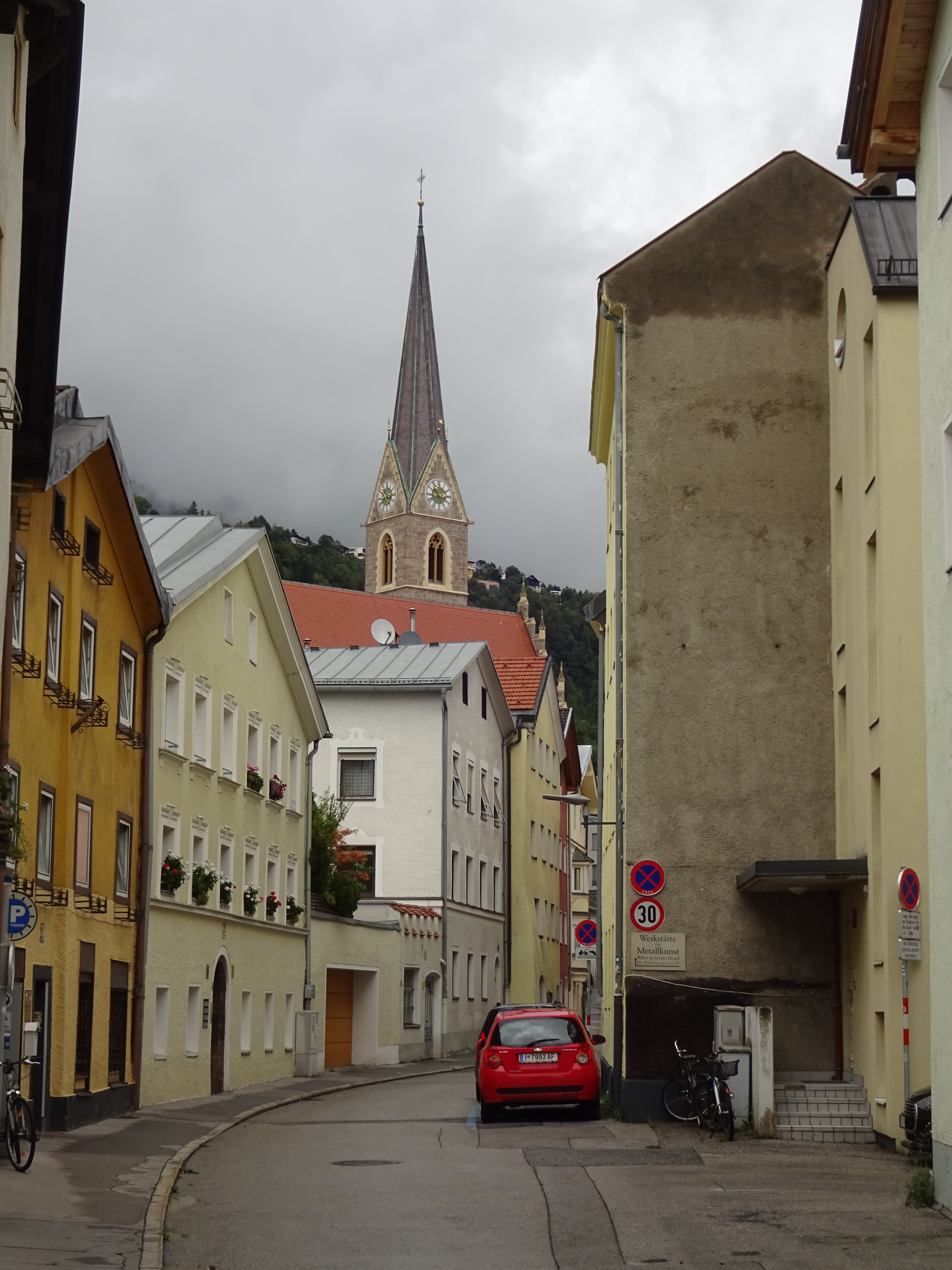
Die St.-Nikolaus-Gasse mit dem Kirchturm der Pfarrkirche

Zugleich mit dem Bau der ersten Innbrücke um 1165/1170 gründete Markgraf Berchtold V. (III.) von Andechs eine Marktsiedlung (forum) am linken Innufer auf damals zu Hötting gehörendem Gebiet, die nach der Innbrücke Ynbruggen genannt wurde. 1180 erwarben Berchtold und sein gleichnamiger Sohn vom Stift Wilten ein Gebiet rechts des Inns, auf dem die heutige Altstadt entstand. Diese gewann rasch an Bedeutung, während die Siedlung auf der anderen Innseite zur Vorstadt herabsank. 1313 wurde das Sondersiechen- oder Leprosenhaus am Ostrand der Siedlung erstmals erwähnt. Die Kreuzung Schmelzergasse/Fallbachgasse/Weiherburggasse diente bis 1731 als öffentliche Hinrichtungsstätte, von der Bevölkerung als „Köpflplatzl“ bezeichnet.  1320 bestätigte der Landesfürst Heinrich von Kärnten gegenüber dem für Hötting zuständigen Gericht Vellenberg und dem Propst zu Innsbruck die städtischen Rechte am linken Innufer.
Ab dem 15. Jahrhundert setzte sich die Bezeichnung Anbruggen durch, wobei mit der oberen Anbruggen der Teil oberhalb der Innbrücke und mit der unteren Anbruggen der Teil flussabwärts der Brücke bezeichnet wurde. Erst seit dem 18. Jahrhundert werden die beiden Teile nach den dortigen Kirchen Mariahilf und St. Nikolaus genannt. (Die Mariahilfkirche befand sich allerdings außerhalb der Stadt auf Höttinger Gebiet.)
In der unteren Anbruggen siedelten sich zahlreiche Handwerks- und Gewerbebetriebe an, darunter die Hof- und Stadtziegelei, ein Kalkofen, Maurer und Steinmetze. Besonderes Ansehen genossen die Gießereien, darunter die der Familie Löffler oder die Gießerei Büchsenhausen, die einige der Bronzestatuen für das Grabmal Kaiser Maximilians I. in der Innsbrucker Hofkirche gegossen hat und bis 1854 bestand.
Bis zur Errichtung der heutigen Innstraße war die St.-Nikolaus-Gasse der Hauptverkehrsweg. Durch Regenwasser von den Dachrinnen und Brunnenröhren, die Wasser in die Stadt leiteten, wurde sie häufig in eine schmutzige Lacke verwandelt, was ihr und später dem ganzen Stadtteil die Bezeichnung „Koatlackn“ eintrug. Erst 1829 wurde die Gasse ausgetrocknet und befestigt.
Aus der 1502 geweihten kleinen Kirche des Leprosenhauses entwickelte sich die spätere Pfarre und Kirche St. Nikolaus. Da die Kirche im 19. Jahrhundert zu klein geworden war, gründete sich 1864 ein Kirchenbauverein. 1881 wurde der Neubau der St.-Nikolaus-Kirche nach Plänen von Friedrich von Schmidt im neugotischen Stil errichtet und 1885 geweiht.
Anstelle des seit 1836 bestehenden Fährbetriebs zwischen St. Nikolaus und dem Saggen wurde 1871 ein provisorischer, 1875 ein eiserner Steg, der heutige Emile-Béthouart-Steg, errichtet.
Bis zur Eingemeindung von Hötting und Mühlau 1938 blieb St. Nikolaus-Mariahilf der einzige Teil Innsbrucks am linken Innufer.

## Wappen

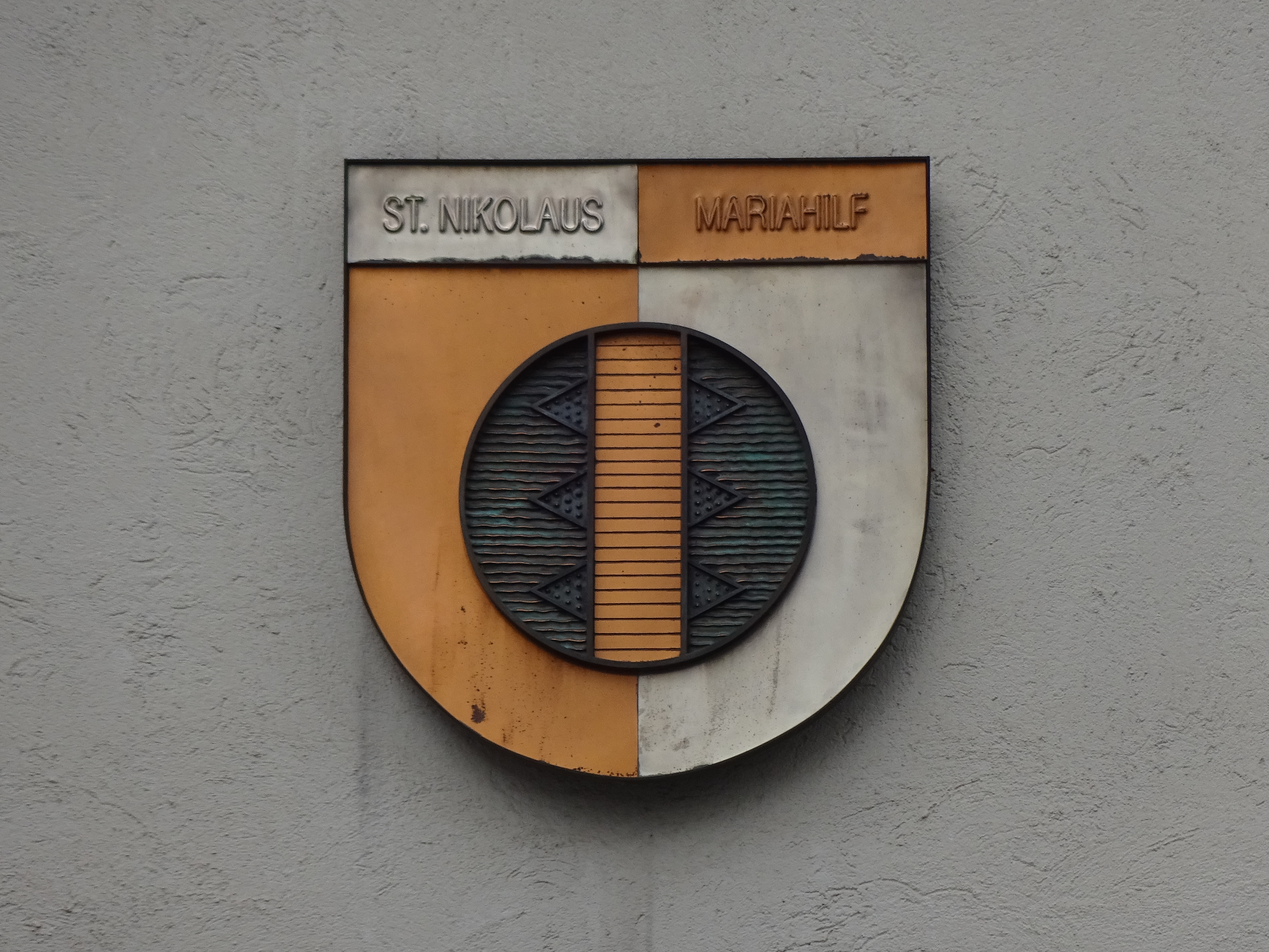
Darstellung des Wappens am Turnusvereinshaus in der Innstraße

Da in Tirol nur Gemeinden dazu berechtigt sind, führt St. Nikolaus-Mariahilf kein offizielles Wappen. Wie für die anderen Innsbrucker Stadtteile wurde aber ein inoffizielles Stadtteilwappen entworfen, das 1993 von Vertretern der Vereine und Körperschaften des Stadtteils angenommen wurde.
Da es sich um den ältesten Stadtteil Innsbrucks und ersten Träger dieses Namens handelt, zeigt das Wappen in einem rot-silbern gespaltenen Schild das älteste Siegelbild Innsbrucks aus dem 13. Jahrhundert, in Grün eine auf drei Jochen ruhende, senkrecht verlaufende silberne Brücke. Das optionale silbern-rot gespaltene Schildhaupt zeigt in schwarzer Majuskel die Namen St. Nikolaus und Mariahilf.